# Торре-Сан-Патрицио
Торре-Сан-Патрицио (итал. Torre San Patrizio) —  коммуна в Италии, располагается в регионе Марке, в провинции Фермо.
Население составляет 2126 человек (2008 г.), плотность населения составляет 178 чел./км². Занимает площадь 12 км². Почтовый индекс — 63010. Телефонный код — 0734.
Покровителем коммуны почитается святой Патрик, празднование 17 марта.

## Демография
Динамика населения:

## Администрация коммуны
- Официальный сайт: https://web.archive.org/web/20100106121431/http://www.provincia.ap.it/Torre_San_Patrizio/